# 柏輝章
柏輝章（1901年—1952年），贵州遵义人，中国近代政治人物。
畢業於贵州讲武学堂。民国16年（1927年），擔任中华民国遵义府婺川縣縣長。后由何知重接任。
遵义会议于1935年1月15日在柏辉章的府邸“柏公馆”举行。1935年5月，黔军第25军第2师接国民政府改编，编为国民革命军第102师，时任第2师长的柏辉章由此担任第102师师长。1937年，柏辉章开始率部参加抗战。在徐州会战的砀山战役中，柏辉章一只耳朵被震聋。
1952年镇压反革命运动期间，柏辉章被指控通匪。他的兄弟柏民章在法庭出面指证，柏辉章后被处决。家人将他安葬于凤凰山，但具体埋葬地点已无法找到。有观点认为，他是被错误处决的。1980年代后，中国政治风向转变，但未对他平反。与其孙女柏梅相关的文章中，将遵义地区法院未予平反的原因，归咎于“柏公馆”产权的归属问题。